# Castell del Benicadell
El castell de Benicadell o de Penacadell és un castell situat al terme municipal de Gaianes (el Comtat).
Just en el cim del Benicadell, el castell, completament derruït, s'ubica a sobre d'una plataforma des d'on es controlen les comarques del Comtat i la Vall d'Albaida. L'estat de conservació és tan pobre, que fins i tot pocs excursionistes que accedeixen al cim s'adonen de la presència de les restes. En la plataforma, amb unes mesures de 3 x 4 m., s'hi poden detectar les restes d'un mur d'una grossària d'1,20 m., 1,60 m de llargada i 0,60 m. d'altura.
Per les troballes ceràmiques d'origen musulmanes trobades a la zona, el castell es data entre els segles XII i xiii. D'època cristiana les troballes han estat mínimes.
Els investigadors del Centre d'Estudis Contestans (una organització experta en aquesta matèria) són molt crítics en què les restes descrites siguen realment les restes del castell de Benicadell. En les cites històriques referents a les revoltes d'Al-Azraq, aquest castell es descriu com una peça clau en les comunicacions entre les valls de l'actual província de València i les valls del nord de l'actual província d'Alacant. El castell es dibuixa com una fortificació realment important amb un gran domini territorial i de les principals vies, la qual cosa seria molt difil, si més no impossible, des d'un lloc amb tan poca accessibilitat com el cim del Benicadell. A més, hi ha fortes contradiccions cronològiques entre la datació de la ceràmica apareguda i l'evolució del lloc segons les fonts històriques.